# Deuxième district congressionnel de Virginie-Occidentale
Le 2e district congressionnel de Virginie-Occidentale comprend la moitié nord de l'État. Il contient les comtés de Barbour, Berkeley, Brooke, Doddridge, Grant, Hampshire, Hancock, Hardy, Harrison, Jefferson, Lewis, Marion, Marshall, Mineral, Monongalia, Morgan, Ohio, Pleasants, Preston, Randolph, Ritchie, Taylor, Tucker, Tyler, Upshur, Wetzel et Wood.
Le district est actuellement représenté par le Républicain Riley Moore.
La législature a placé à la fois l'ancien Représentant du Congrès du 1er district David McKinley et l'ancien Représentant du 2e district Alex Mooney dans le nouveau 2e district, mettant en place une course primaire républicaine entre Mooney et McKinley. Le nouveau 2e était géographiquement et démographiquement plus le district de McKinley, faisant de McKinley le titulaire de facto. Cependant, lors de la Primaire Républicaine tenue le 10 mai 2022, Mooney, qui a été soutenu par Donald Trump, a facilement battu McKinley, qui a été soutenu par le Démocrate Joe Manchin 54 % contre 36 %, trois candidats mineurs recevant le reste. Mooney a alors facilement remporté l'élection générale.

## Histoire
Le 2e district, initialement formé en 1863, comprenait les comtés de Taylor, Marion, Monongalia, Preston, Tucker, Barbour, Upshur, Webster, Pocahontas, Randolph, Pendleton, Hardy, Hampshire, Berkeley et Morgan (le statut du Comté de Jefferson dans l'État était toujours en vigueur, et les comtés de Grant et Mineral faisaient toujours partie d'autres comtés, mais le territoire moderne de tous était également inclus). C'était essentiellement le successeur du 10e district de Virginie. Le district est resté inchangé pour 1882.
En 1902, le district a été changé en les comtés de Monongalia, Preston, Tucker, Taylor, Barbour, Tucker, Randolph, Pendleton, Grant, Hardy, Mineral, Hampshire, Morgan, Berkeley et Jefferson. Le district est resté inchangé pour 1916. Taylor a été supprimé pour 1934. Le district est resté inchangé pour 1954. En 1962, les comtés d'Upshur, Webster, Pocahontas et Greenbrier ont été ajoutés. En 1972, Lewis, Monroe, Summers et Fayette ont été ajoutés. En 1982, Barbour a été ajouté.
En 1992, le district comprend les comtés de Berkeley, Braxton, Calhoun, Clay, Glimer, Hampshire, Hardy, Jackson, Jefferson, Kanawha, Lewis, Mason, Morgan, Nicholas, Pendleton, Putnam, Randolph, Roane, Upshur et Wirt. En 2002, Gilmer et Nicholas ont été retirés et pour le cycle électoral commençant en 2012, Mason a été retiré.
En réponse au recensement de 2020, le district a été reconstitué pour contenir Barbour, Berkeley, Brooke, Doddridge, Grant, Hampshire, Hancock, Hardy, Harrison, Jefferson, Lewis, Marion, Marshall, Mineral, Monongalia, Morgan, Ohio, Pleasants, Preston, Randolph, Ritchie, Taylor, Tucker, Tyler, Upshur, Wetzel et Wood.

## Historique de vote
| Année | Poste      | Résultats               |
| ----- | ---------- | ----------------------- |
| 2000  | Président  | Bush 54,0 % - 44,0 %    |
| 2004  | Président  | Bush 57,0 % - 42,0 %    |
| 2008  | Président  | McCain 55,0 % - 44,0 %  |
| 2012  | Président  | Romney 60,0 % - 38,0 %  |
| 2016  | Président  | Trump 66,0 % - 29,0 %   |
| 2016  | Gouverneur | Justice 48,0 % - 43,0 % |
| 2018  | Sénat      | Manchin 50,0 % - 46,0 % |
| 2020  | Président  | Trump 65,0 % - 33,0 %   |
| 2020  | Sénat      | Capito 69,0 % - 29,0 %  |
| 2020  | Gouverneur | Justice 59,0 % - 33,0 % |

## Liste des Représentants du district
| Membre                              | Parti       | Années                          | Congrès     | Histoire électorale |
| ----------------------------------- | ----------- | ------------------------------- | ----------- | --- |
| District établit le 7 décembre 1863 |             |                                 |             | |
| William G. Brown Sr. (en)           | Union (en)  | 7 décembre 1863 - 3 mars 1865   | 38e         | Élu en 1863. Retrait. |
| George R. Latham (en)               | Union (en)  | 4 mars 1865 - 3 mars 1867       | 39e         | Élu en 1864. Retrait. |
| Bethuel Kitchen (en)                | Républicain | 4 mars 1867 - 3 mars 1869       | 40e         | Élu en 1866. Retrait. |
| James McGrew (en)                   | Républicain | 4 mars 1869 - 3 mars 1873       | 41e , 42e   | Élu en 1868. Réélu en 1870. Retrait. |
| John Hagans (en)                    | Républicain | 4 mars 1873 - 3 mars 1875       | 43e         | Élu en 1872. Perd sa réélection en tant qu'Indépendant. |
| Charles James Faulkner              | Démocrate   | 4 mars 1875 - 3 mars 1877       | 44e         | Élu en 1874. Retrait pour se présenter comme Sénateur des États-Unis. |
| Benjamin F. Martin (en)             | Démocrate   | 4 mars 1877 - 3 mars 1881       | 45e , 46e   | Élu en 1876. Réélu en 1878. Perd sa renomination. |
| John B. Hoge (en)                   | Démocrate   | 4 mars 1881 - 3 mars 1883       | 47e         | Élu en 1880. Retrait. |
| William Lyne Wilson                 | Démocrate   | 4 mars 1883 - 3 mars 1895       | 48e - 53e   | Élu en 1882. Réélu en 1884. Réélu en 1886. Réélu en 1888. Réélu en 1890. Réélu en 1892. Perd sa réélection. |
| Alston G. Dayton (en)               | Républicain | 4 mars 1895 - 16 mars 1905      | 54e - 59e   | Élu en 1894. Réélu en 1896. Réélu en 1898. Réélu en 1900. Réélu en 1902. Réélu en 1904. Démissionne lorsque nommé comme Juge de la Cour de District des États-Unis pour le District Nord de Virginie-Occidentale.                                      |
| Vacant                              | Vacant      | 16 mars 1905 - 6 juin 1905      | 59e         | |
| Thomas Beall Davis                  | Démocrate   | 6 juin 1905 - 3 mars 1907       | 59e         | Élu pour terminer le mandat de Dayton. Retrait. |
| George Cookman Sturgiss (en)        | Républicain | 4 mars 1907 - 3 mars 1911       | 60e , 61e   | Élu en 1906. Réélu en 1908. Perd sa réélection. |
| William Gay Brown Jr. (en)          | Démocrate   | 4 mars 1911 - 9 mars 1916       | 62e - 64e   | Élu en 1910. Réélu en 1912. Réélu en 1914. Décès. |
| Vacant                              | Vacant      | 9 mars 1916 - 9 mai 1916        | 64e         | |
| George Meade Bowers (en)            | Républicain | 9 mai 1916 - 3 mars 1923        | 64e - 67e   | Élu pour terminer le mandat de Brown. Réélu en 1916. Réélu en 1918. Réélu en 1920. Perd sa réélection. |
| Robert E. Lee Allen (en)            | Démocrate   | 4 mars 1923 - 3 mars 1925       | 68e         | Élu en 1922. Perd sa réélection. |
| Frank Llewellyn Bowman (en)         | Républicain | 4 mars 1925 - 3 mars 1933       | 69e - 72e   | Élu en 1924. Réélu en 1926. Réélu en 1928. Réélu en 1930. Perd sa réélection. |
| Jennings Randolph (en)              | Démocrate   | 4 mars 1933 - 3 janvier 1947    | 73e - 79e   | Élu en 1932. Réélu en 1934. Réélu en 1936. Réélu en 1938. Réélu en 1940. Réélu en 1942. Réélu en 1944. Perd sa réélection. |
| Melvin C. Snyder (en)               | Républicain | 3 janvier 1947 - 3 janvier 1949 | 80e         | Élu en 1946. Perd sa réélection. |
| Harley Orrin Staggers (en)          | Démocrate   | 3 janvier 1949 - 3 janvier 1981 | 81e - 96e   | Élu en 1948. Réélu en 1950. Réélu en 1952. Réélu en 1954. Réélu en 1956. Réélu en 1958. Réélu en 1960. Réélu en 1962. Réélu en 1964. Réélu en 1966. Réélu en 1968. Réélu en 1970. Réélu en 1972. Réélu en 1974. Réélu en 1976. Réélu en 1978. Retrait. |
| Cleve Benedict (en)                 | Républicain | 3 janvier 1981 - 3 janvier 1983 | 97e         | Élu en 1980. Retrait pour se présenter comme Sénateur des États-Unis. |
| Harley O. Staggers Jr. (en)         | Démocrate   | 3 janvier 1983 - 3 janvier 1993 | 98e - 102e  | Élu en 1982. Réélu en 1984. Réélu en 1986. Réélu en 1988. Réélu en 1990. Redécoupage vers le 1er district et perd sa renomination. |
| Bob Wise                            | Démocrate   | 3 janvier 1993 - 3 janvier 2001 | 103e - 106e | Redécoupage depuis le 3e district et réélu en 1992. Réélu en 1994. Réélu en 1996. Réélu en 1998. Retrait pour se présenter comme Gouverneur de Virginie-Occidentale.                                                                                   |
| Shelley Moore Capito                | Républicain | 3 janvier 2001 - 3 janvier 2015 | 107e - 113e | Élue en 2000. Réélue en 2002. Réélue en 2004. Réélue en 2006. Réélue en 2008. Réélue en 2010. Réélue en 2012. Retrait pour se présenter comme Sénatrice des États-Unis.                                                                                |
| Alex Mooney                         | Républicain | 3 janvier 2015 - 3 janvier 2025 | 114e - 118e | Élu en 2014. Réélu en 2016. Réélu en 2018. Réélu en 2020. Réélu en 2022. Retrait à la fin du mandat pour se présenter comme Sénateur des États-Unis.                                                                                                   |
| Riley Moore                         | Républicain | 3 janvier 2025 - en cours       | 119e        | Élu en 2024. |

## Résultats des récentes élections
Voici les résultats des dix précédents cycles électoraux dans le district.

## Frontières historiques du district

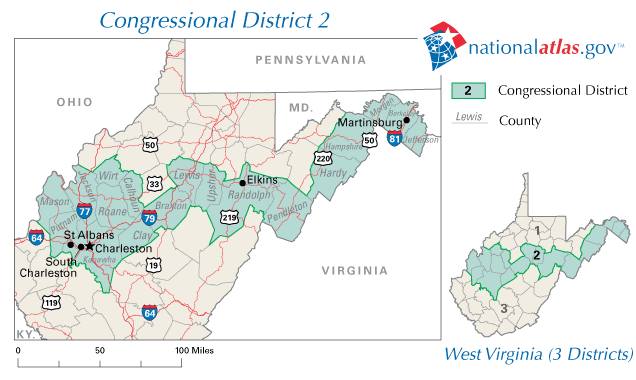
2003 - 2013

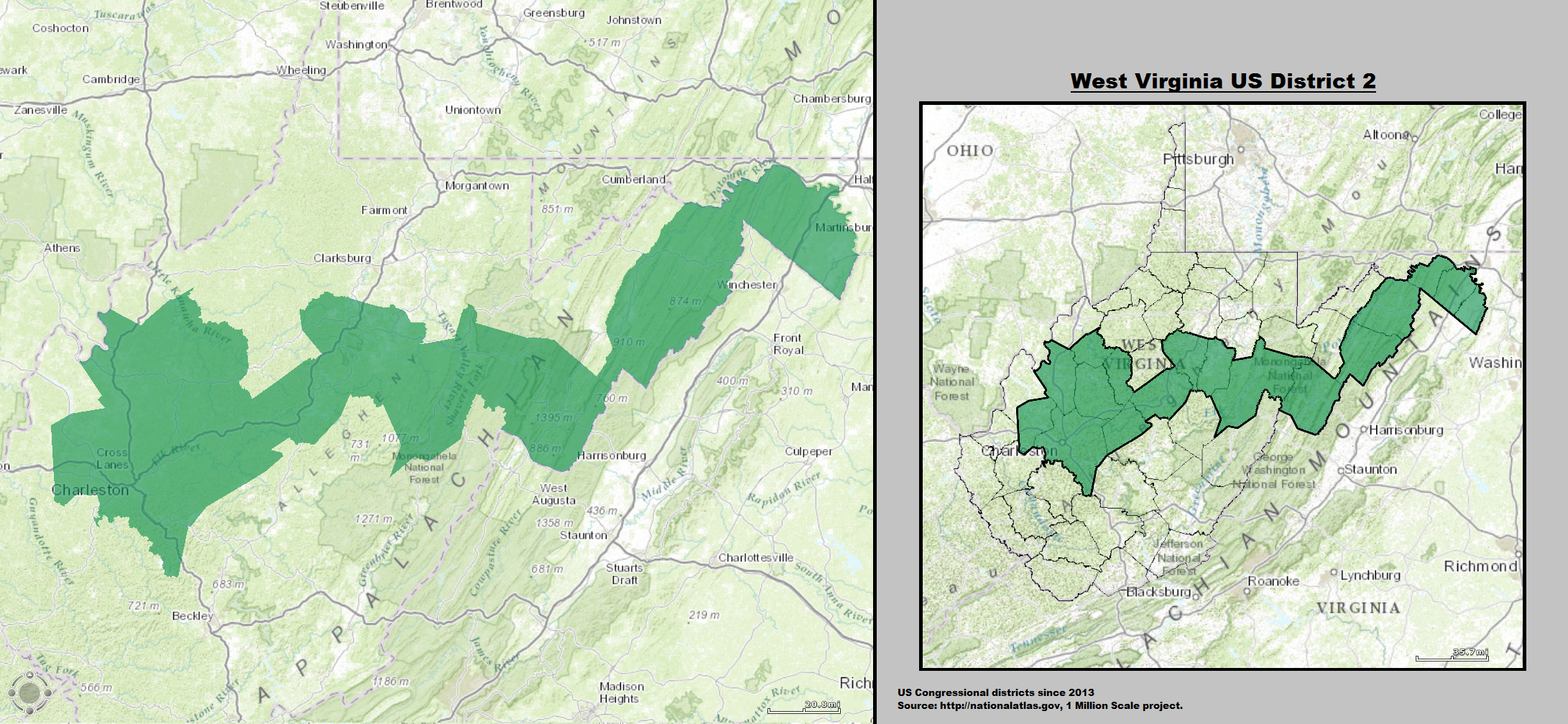
2013 - 2023

### 2004
| Élection de 2004 du 2e district congressionnel de Virginie-Occidentale | Élection de 2004 du 2e district congressionnel de Virginie-Occidentale | Élection de 2004 du 2e district congressionnel de Virginie-Occidentale | Élection de 2004 du 2e district congressionnel de Virginie-Occidentale | Élection de 2004 du 2e district congressionnel de Virginie-Occidentale |
| ---------------------------------------------------------------------- | ---------------------------------------------------------------------- | ---------------------------------------------------------------------- | ---------------------------------------------------------------------- | ---------------------------------------------------------------------- |
| Parti                                                                  | Parti                                                                  | Candidat                                                               | Votes                                                                  | %                                                                      |
|                                                                        | Républicain                                                            | Shelley Moore Capito (sortante)                                        | 147 676                                                                | 57,46                                                                  |
|                                                                        | Démocrate                                                              | Erik Wells                                                             | 106 131                                                                | 41,29                                                                  |
|                                                                        | Mountain (en)                                                          | Julian Martin                                                          | 3 218                                                                  | 1,25                                                                   |
| Total des votes                                                        | Total des votes                                                        | Total des votes                                                        | 257 025                                                                | 100 %                                                                  |
|                                                                        | Les Républicains conservent                                            |                                                                        |                                                                        |                                                                        |

### 2006
| Élection de 2006 du 2e district congressionnel de Virginie-Occidentale | Élection de 2006 du 2e district congressionnel de Virginie-Occidentale | Élection de 2006 du 2e district congressionnel de Virginie-Occidentale | Élection de 2006 du 2e district congressionnel de Virginie-Occidentale | Élection de 2006 du 2e district congressionnel de Virginie-Occidentale |
| ---------------------------------------------------------------------- | ---------------------------------------------------------------------- | ---------------------------------------------------------------------- | ---------------------------------------------------------------------- | ---------------------------------------------------------------------- |
| Parti                                                                  | Parti                                                                  | Candidat                                                               | Votes                                                                  | %                                                                      |
|                                                                        | Républicain                                                            | Shelley Moore Capito (sortante)                                        | 94 110                                                                 | 57,18                                                                  |
|                                                                        | Démocrate                                                              | Mike Callaghan                                                         | 70 470                                                                 | 42,82                                                                  |
| Total des votes                                                        | Total des votes                                                        | Total des votes                                                        | 164 580                                                                | 100 %                                                                  |
|                                                                        | Les Républicains conservent                                            |                                                                        |                                                                        |                                                                        |

### 2008
| Élection de 2008 du 2e district congressionnel de Virginie-Occidentale | Élection de 2008 du 2e district congressionnel de Virginie-Occidentale | Élection de 2008 du 2e district congressionnel de Virginie-Occidentale | Élection de 2008 du 2e district congressionnel de Virginie-Occidentale | Élection de 2008 du 2e district congressionnel de Virginie-Occidentale |
| ---------------------------------------------------------------------- | ---------------------------------------------------------------------- | ---------------------------------------------------------------------- | ---------------------------------------------------------------------- | ---------------------------------------------------------------------- |
| Parti                                                                  | Parti                                                                  | Candidat                                                               | Votes                                                                  | %                                                                      |
|                                                                        | Républicain                                                            | Shelley Moore Capito (sortante)                                        | 147 334                                                                | 57,07                                                                  |
|                                                                        | Démocrate                                                              | Anne Barth                                                             | 110 819                                                                | 42,92                                                                  |
| Total des votes                                                        | Total des votes                                                        | Total des votes                                                        | 258 169                                                                | 100 %                                                                  |
|                                                                        | Les Républicains conservent                                            |                                                                        |                                                                        |                                                                        |

### 2010
| Élection de 2010 du 2e district congressionnel de Virginie-Occidentale | Élection de 2010 du 2e district congressionnel de Virginie-Occidentale | Élection de 2010 du 2e district congressionnel de Virginie-Occidentale | Élection de 2010 du 2e district congressionnel de Virginie-Occidentale | Élection de 2010 du 2e district congressionnel de Virginie-Occidentale |
| ---------------------------------------------------------------------- | ---------------------------------------------------------------------- | ---------------------------------------------------------------------- | ---------------------------------------------------------------------- | ---------------------------------------------------------------------- |
| Parti                                                                  | Parti                                                                  | Candidat                                                               | Votes                                                                  | %                                                                      |
|                                                                        | Républicain                                                            | Shelley Moore Capito (sortante)                                        | 126 814                                                                | 68,46                                                                  |
|                                                                        | Démocrate                                                              | Virginia Lynch Graf                                                    | 55 001                                                                 | 29,69                                                                  |
|                                                                        | Constitution                                                           | Phil Hudok                                                             | 3 431                                                                  | 1,85                                                                   |
| Total des votes                                                        | Total des votes                                                        | Total des votes                                                        | 185 246                                                                | 100 %                                                                  |
|                                                                        | Les Républicains conservent                                            |                                                                        |                                                                        |                                                                        |

### 2012
| Élection de 2012 du 2e district congressionnel de Virginie-Occidentale | Élection de 2012 du 2e district congressionnel de Virginie-Occidentale | Élection de 2012 du 2e district congressionnel de Virginie-Occidentale | Élection de 2012 du 2e district congressionnel de Virginie-Occidentale | Élection de 2012 du 2e district congressionnel de Virginie-Occidentale |
| ---------------------------------------------------------------------- | ---------------------------------------------------------------------- | ---------------------------------------------------------------------- | ---------------------------------------------------------------------- | ---------------------------------------------------------------------- |
| Parti                                                                  | Parti                                                                  | Candidat                                                               | Votes                                                                  | %                                                                      |
|                                                                        | Républicain                                                            | Shelley Moore Capito (sortante)                                        | 158 206                                                                | 69,8                                                                   |
|                                                                        | Démocrate                                                              | Howard Swint                                                           | 68 560                                                                 | 30,2                                                                   |
| Total des votes                                                        | Total des votes                                                        | Total des votes                                                        | 226 766                                                                | 100 %                                                                  |
|                                                                        | Les Républicains conservent                                            |                                                                        |                                                                        |                                                                        |

### 2014
| Élection de 2014 du 2e district congressionnel de Virginie-Occidentale | Élection de 2014 du 2e district congressionnel de Virginie-Occidentale | Élection de 2014 du 2e district congressionnel de Virginie-Occidentale | Élection de 2014 du 2e district congressionnel de Virginie-Occidentale | Élection de 2014 du 2e district congressionnel de Virginie-Occidentale |
| ---------------------------------------------------------------------- | ---------------------------------------------------------------------- | ---------------------------------------------------------------------- | ---------------------------------------------------------------------- | ---------------------------------------------------------------------- |
| Parti                                                                  | Parti                                                                  | Candidat                                                               | Votes                                                                  | %                                                                      |
|                                                                        | Républicain                                                            | Alex Mooney                                                            | 72 619                                                                 | 47,1                                                                   |
|                                                                        | Démocrate                                                              | Nick Casey                                                             | 67 687                                                                 | 43,9                                                                   |
|                                                                        | Libertarien                                                            | Davy Jones                                                             | 7 682                                                                  | 5,0                                                                    |
|                                                                        | Indépendant                                                            | Ed Rabel                                                               | 6 250                                                                  | 4,0                                                                    |
| Total des votes                                                        | Total des votes                                                        | Total des votes                                                        | 154 238                                                                | 100 %                                                                  |
|                                                                        | Les Républicains conservent                                            |                                                                        |                                                                        |                                                                        |

### 2016
| Élection de 2016 du 2e district congressionnel de Virginie-Occidentale | Élection de 2016 du 2e district congressionnel de Virginie-Occidentale | Élection de 2016 du 2e district congressionnel de Virginie-Occidentale | Élection de 2016 du 2e district congressionnel de Virginie-Occidentale | Élection de 2016 du 2e district congressionnel de Virginie-Occidentale |
| ---------------------------------------------------------------------- | ---------------------------------------------------------------------- | ---------------------------------------------------------------------- | ---------------------------------------------------------------------- | ---------------------------------------------------------------------- |
| Parti                                                                  | Parti                                                                  | Candidat                                                               | Votes                                                                  | %                                                                      |
|                                                                        | Républicain                                                            | Alex Mooney (sortant)                                                  | 140 807                                                                | 58,2                                                                   |
|                                                                        | Démocrate                                                              | Mark Hunt                                                              | 101 207                                                                | 41,8                                                                   |
| Total des votes                                                        | Total des votes                                                        | Total des votes                                                        | 242 014                                                                | 100 %                                                                  |
|                                                                        | Les Républicains conservent                                            |                                                                        |                                                                        |                                                                        |

### 2018
| Élection de 2018 du 2e district congressionnel de Virginie-Occidentale | Élection de 2018 du 2e district congressionnel de Virginie-Occidentale | Élection de 2018 du 2e district congressionnel de Virginie-Occidentale | Élection de 2018 du 2e district congressionnel de Virginie-Occidentale | Élection de 2018 du 2e district congressionnel de Virginie-Occidentale |
| ---------------------------------------------------------------------- | ---------------------------------------------------------------------- | ---------------------------------------------------------------------- | ---------------------------------------------------------------------- | ---------------------------------------------------------------------- |
| Parti                                                                  | Parti                                                                  | Candidat                                                               | Votes                                                                  | %                                                                      |
|                                                                        | Républicain                                                            | Alex Mooney (sortant)                                                  | 110 504                                                                | 53,9                                                                   |
|                                                                        | Démocrate                                                              | Talley Sergent                                                         | 88 011                                                                 | 43,0                                                                   |
|                                                                        | Mountain (en)                                                          | Daniel Lutz                                                            | 6 277                                                                  | 3,1                                                                    |
| Total des votes                                                        | Total des votes                                                        | Total des votes                                                        | 204 792                                                                | 100 %                                                                  |
|                                                                        | Les Républicains conservent                                            |                                                                        |                                                                        |                                                                        |

### 2020
| Élection de 2020 du 2e district congressionnel de Virginie-Occidentale | Élection de 2020 du 2e district congressionnel de Virginie-Occidentale | Élection de 2020 du 2e district congressionnel de Virginie-Occidentale | Élection de 2020 du 2e district congressionnel de Virginie-Occidentale | Élection de 2020 du 2e district congressionnel de Virginie-Occidentale |
| ---------------------------------------------------------------------- | ---------------------------------------------------------------------- | ---------------------------------------------------------------------- | ---------------------------------------------------------------------- | ---------------------------------------------------------------------- |
| Parti                                                                  | Parti                                                                  | Candidat                                                               | Votes                                                                  | %                                                                      |
|                                                                        | Républicain                                                            | Alex Mooney (sortant)                                                  | 172 195                                                                | 63,1                                                                   |
|                                                                        | Démocrate                                                              | Cathy Kunkel                                                           | 100 799                                                                | 36,9                                                                   |
| Total des votes                                                        | Total des votes                                                        | Total des votes                                                        | 272 994                                                                | 100 %                                                                  |
|                                                                        | Les Républicains conservent                                            |                                                                        |                                                                        |                                                                        |

### 2022
| Primaire Républicaine de 2022 du 2e district congressionnel de Virginie-Occidentale | Primaire Républicaine de 2022 du 2e district congressionnel de Virginie-Occidentale | Primaire Républicaine de 2022 du 2e district congressionnel de Virginie-Occidentale | Primaire Républicaine de 2022 du 2e district congressionnel de Virginie-Occidentale | Primaire Républicaine de 2022 du 2e district congressionnel de Virginie-Occidentale |
| ----------------------------------------------------------------------------------- | ----------------------------------------------------------------------------------- | ----------------------------------------------------------------------------------- | ----------------------------------------------------------------------------------- | ----------------------------------------------------------------------------------- |
| Parti                                                                               | Parti                                                                               | Candidat                                                                            | Votes                                                                               | %                                                                                   |
|                                                                                     | Républicain                                                                         | Alex Mooney (sortant)                                                               | 45 164                                                                              | 54,2                                                                                |
|                                                                                     | Républicain                                                                         | David McKinley (sortant)                                                            | 29 619                                                                              | 35,6                                                                                |
|                                                                                     | Républicain                                                                         | Susan Buchser-Lochocki                                                              | 3 329                                                                               | 4,0                                                                                 |
|                                                                                     | Républicain                                                                         | Mike Seckman                                                                        | 3 076                                                                               | 3,7                                                                                 |
|                                                                                     | Républicain                                                                         | Andrew Badger                                                                       | 2 083                                                                               | 2,5                                                                                 |

| Primaire Démocrate de 2022 du 2e district congressionnel de Virginie-Occidentale | Primaire Démocrate de 2022 du 2e district congressionnel de Virginie-Occidentale | Primaire Démocrate de 2022 du 2e district congressionnel de Virginie-Occidentale | Primaire Démocrate de 2022 du 2e district congressionnel de Virginie-Occidentale | Primaire Démocrate de 2022 du 2e district congressionnel de Virginie-Occidentale |
| -------------------------------------------------------------------------------- | -------------------------------------------------------------------------------- | -------------------------------------------------------------------------------- | -------------------------------------------------------------------------------- | -------------------------------------------------------------------------------- |
| Parti                                                                            | Parti                                                                            | Candidat                                                                         | Votes                                                                            | %                                                                                |
|                                                                                  | Démocrate                                                                        | Barry Lee Wendell                                                                | 22 139                                                                           | 57,1                                                                             |
|                                                                                  | Démocrate                                                                        | Angela Dwyer                                                                     | 16 653                                                                           | 42,9                                                                             |

| Élection de 2022 du 2e district congressionnel de Virginie-Occidentale | Élection de 2022 du 2e district congressionnel de Virginie-Occidentale | Élection de 2022 du 2e district congressionnel de Virginie-Occidentale | Élection de 2022 du 2e district congressionnel de Virginie-Occidentale | Élection de 2022 du 2e district congressionnel de Virginie-Occidentale |
| ---------------------------------------------------------------------- | ---------------------------------------------------------------------- | ---------------------------------------------------------------------- | ---------------------------------------------------------------------- | ---------------------------------------------------------------------- |
| Parti                                                                  | Parti                                                                  | Candidat                                                               | Votes                                                                  | %                                                                      |
|                                                                        | Républicain                                                            | Alex Mooney (sortant)                                                  | 160 493                                                                | 65,5                                                                   |
|                                                                        | Démocrate                                                              | Barry Lee Wendell                                                      | 84 278                                                                 | 34,4                                                                   |
| Total des votes                                                        | Total des votes                                                        | Total des votes                                                        | 244 886                                                                | 100 %                                                                  |
|                                                                        | Les Républicains conservent                                            |                                                                        |                                                                        |                                                                        |

### 2024
| Primaire Républicaine de 2024 du 2e district congressionnel de Virginie-Occidentale | Primaire Républicaine de 2024 du 2e district congressionnel de Virginie-Occidentale | Primaire Républicaine de 2024 du 2e district congressionnel de Virginie-Occidentale | Primaire Républicaine de 2024 du 2e district congressionnel de Virginie-Occidentale | Primaire Républicaine de 2024 du 2e district congressionnel de Virginie-Occidentale |
| ----------------------------------------------------------------------------------- | ----------------------------------------------------------------------------------- | ----------------------------------------------------------------------------------- | ----------------------------------------------------------------------------------- | ----------------------------------------------------------------------------------- |
| Parti                                                                               | Parti                                                                               | Candidat                                                                            | Votes                                                                               | %                                                                                   |
|                                                                                     | Républicain                                                                         | Riley Moore                                                                         | 47 001                                                                              | 45,0                                                                                |
|                                                                                     | Républicain                                                                         | Joseph Earley                                                                       | 21 126                                                                              | 20,2                                                                                |
|                                                                                     | Républicain                                                                         | Chris Walker                                                                        | 15 188                                                                              | 14,6                                                                                |
|                                                                                     | Républicain                                                                         | Dennis Cain                                                                         | 13 616                                                                              | 13,0                                                                                |
|                                                                                     | Républicain                                                                         | Alexander Gaaserud                                                                  | 7448                                                                                | 7,1                                                                                 |

| Primaire Démocrate de 2024 du 2e district congressionnel de Virginie-Occidentale | Primaire Démocrate de 2024 du 2e district congressionnel de Virginie-Occidentale | Primaire Démocrate de 2024 du 2e district congressionnel de Virginie-Occidentale | Primaire Démocrate de 2024 du 2e district congressionnel de Virginie-Occidentale | Primaire Démocrate de 2024 du 2e district congressionnel de Virginie-Occidentale |
| -------------------------------------------------------------------------------- | -------------------------------------------------------------------------------- | -------------------------------------------------------------------------------- | -------------------------------------------------------------------------------- | -------------------------------------------------------------------------------- |
| Parti                                                                            | Parti                                                                            | Candidat                                                                         | Votes                                                                            | %                                                                                |
|                                                                                  | Démocrate                                                                        | Steven Wendelin                                                                  | 39 831                                                                           | 100%                                                                             |

| Élection de 2024 du 2e district congressionnel de Virginie-Occidentale | Élection de 2024 du 2e district congressionnel de Virginie-Occidentale | Élection de 2024 du 2e district congressionnel de Virginie-Occidentale | Élection de 2024 du 2e district congressionnel de Virginie-Occidentale | Élection de 2024 du 2e district congressionnel de Virginie-Occidentale |
| ---------------------------------------------------------------------- | ---------------------------------------------------------------------- | ---------------------------------------------------------------------- | ---------------------------------------------------------------------- | ---------------------------------------------------------------------- |
| Parti                                                                  | Parti                                                                  | Candidat                                                               | Votes                                                                  | %                                                                      |
|                                                                        | Républicain                                                            | Riley Moore                                                            | 268 190                                                                | 70,8                                                                   |
|                                                                        | Démocrate                                                              | Steven Wendelin                                                        | 110 775                                                                | 29,2                                                                   |
| Total des votes                                                        | Total des votes                                                        | Total des votes                                                        | 378 965                                                                | 100 %                                                                  |
|                                                                        | Les Républicains conservent                                            |                                                                        |                                                                        |                                                                        |